# Jamie Salmon
Pour les articles homonymes, voir Salmon.
James (Jamie) Lionel Broome Salmon, est né le 16 octobre 1959 à Hong Kong. C’est un ancien joueur de rugby à XV, qui a joué avec l'équipe de Nouvelle-Zélande puis avec l'équipe d'Angleterre, évoluant au poste de trois quart centre (1,83 m pour 84 kg). 

## Carrière
Salmon est le seul joueur de rugby qui fut international avec la Nouvelle-Zélande et l'Angleterre.
Il a débuté en jouant en Nouvelle-Zélande avec la province de Wellington.
Il a disputé son premier test match avec la Nouvelle-Zélande le 24 octobre 1981, à l’occasion d’un match contre l'équipe de Roumanie. 
En 1983, après avoir disputé 64 matches avec Wellington et 3 test matches avec les All Blacks, il est retourné dans son pays d’origine, l'Angleterre, pour jouer avec les Harlequins puis avec l'équipe d'Angleterre.
Salmon a participé à la Coupe du monde 1987 (4 matches disputés). 
Son dernier test match fut avec l'équipe d'Angleterre, le 8 juin 1987, contre l'équipe du Pays de Galles.

## Palmarès

### Avec la Nouvelle-Zélande
- 3 sélections (+1 non officielle) en 1981

### Avec l'Angleterre
- 12 sélections (+1 non officielle)
- Sélections par année : 2 en 1985, 2 en 1986, 8 en 1987
- Tournois des Cinq Nations disputés : 1986, 1987
- Participation à la Coupe du monde de rugby à XV : 1987